# Corvo (Açores)
|  | Per a altres significats, vegeu «Corvo (desambiguació)». |

Corvo és un municipi de les Açores (Portugal), a l'illa de Corvo, la més petita de l'arxipèlag.
| Població del municipi de Corvo (1849 – 2004) | Població del municipi de Corvo (1849 – 2004) | Població del municipi de Corvo (1849 – 2004) | Població del municipi de Corvo (1849 – 2004) | Població del municipi de Corvo (1849 – 2004) | Població del municipi de Corvo (1849 – 2004) | Població del municipi de Corvo (1849 – 2004) | Població del municipi de Corvo (1849 – 2004) |
| -------------------------------------------- | -------------------------------------------- | -------------------------------------------- | -------------------------------------------- | -------------------------------------------- | -------------------------------------------- | -------------------------------------------- | -------------------------------------------- |
| 1849                                         | 1900                                         | 1930                                         | 1960                                         | 1981                                         | 1991                                         | 2001                                         | 2004                                         |
| 810                                          | 808                                          | 676                                          | 681                                          | 370                                          | 393                                          | 425                                          | 451                                          |